# Agadir
Agadir je mesto v Maroku. Je pristaniško in turistično središče ter največje ribiško pristanišče v državi ob atlantski obali. V mestu sta mednarodno letališče in univerza. Staro mesto je 29. 2. 1960 porušil potres, v katerem je bilo okoli 12.000 mrtvih. Na novo je bilo zgrajeno v obalni ravnini ob vznožju trdnjave iz 16. stoletja. Mesto je znano tudi po mednarodni krizi leta 1911, ko je Francija po maroški vstaji zasedla Fes, Nemčija pa je za zaščito svojih interesov sklenila okupirati Agadir, a se je po grožnjah Velike Britanije umaknila. V mestu je bil 4. novembra 1911 podpisan francosko-nemški sporazum, ki je priznal Franciji protektorat nad Marokom.